# Ace (редактор коду)
Ace (від Ajax.org Cloud9 Editor) — це редактор коду, написаний мовою JavaScript. Створений з метою отримати редактор коду, який працював би у веббраузері, а також поєднував у собі зручність і швидкість нативних редакторів коду, таких як TextMate, Vim або Eclipse. Його дуже легко додати на будь-яку вебсторінку або в програму на JavaScript. Ace розроблено як основний редактор коду для Cloud9 IDE.

## Історія
Раніше редактор називався Bespin, згодом — Skywriter, теперішня назва Ace. Bespin та Ace стартували як незалежні проекти зі схожою метою — створення редактору коду, який працював би в браузері. Bespin був частиною Mozilla Labs і базувався на теґові <canvas> , в той час як Ace був компонентом для Cloud9 IDE і користувався DOM для рендеру. Після виходу Ace на конференції JSConf.eu у 2010-му році у Берліні, команда Skywriter вирішила злитися у єдину групу розробників з Ace. Як Ajax.org, так і Mozilla активно розробляють та доповнюють Ace.

## Особливості
- Підсвітка синтаксису.
- Автоматичні відступи.
- Командний рядок.
- Робота з великими документами (наприклад, із сотнями тисяч ліній коду).
- Повне налаштування гарячих клавіш, включно зі схемами Vi та Emacs.
- Теми оформлення (можна використовувати теми з TextMate).
- Пошук і виправлення за допомогою регулярних виразів.
- Підсвітка відповідних парних дужок і лапок.
- Перемикання з «м'яких» вкладок на звичайні.
- Відображення прихованих символів.
- Підсвітка виділеного слова.
- Виділення курсором кількох елементів.

## Проєкти, що використовують Ace
- Acebug
- Akshell
- AppLaud Cloud
- beanstalk
- Caret Chrome OS editor
- Cloud9 IDE
- CMS Made Simple
- Developer Companion
- FileHarbour.com
- GitHub[4][5]
- GoinCloud
- KiwiIRC
- Koding
- Litmus
- Leanote
- Mozilla Add-on Builder
- Neutron IDE
- OwnCloud
- Play My Code
- PythonAnywhere
- Qooxdoo playground
- RStudio
- Radiant CMS
- Redaktor.io
- RubyMonk
- Runnable
- ShareLaTeX
- shiftEdit
- Sky Edit
- Skyost's Paste
- Titan Framework
- Tumblr (редактор тем)
- tmpltr
- WaveMaker
- Weecod
- ZedApp